# José León Armero Racines
José León Armero Racines (19 de marzo de 1775 - 1 de noviembre de 1816) fue un político neogranadino. 
Considerado prócer de la independencia colombiana. 

## Biografía
Nacido en municipio de San Sebastián de Mariquita en el Tolima. Hijo del español Don Francisco José de Armero y la criolla Doña Manuela Racines. Educado inicialmente en la casa paterna, donde aprendió de su padre las primeras letras, después estudió Ciencias Físicas, Matemáticas y Naturales bajo la tutoría del Sabio José Celestino Mutis radicado por entonces en Mariquita; trasladado después a Bogotá, recibió su título en ciencias políticas y una licenciatura en derecho.
Fue elegido en 1810 como uno de los miembros del primer Congreso de la naciente República de Cundinamarca y como representante del estado de Honda firmó su constitución en 1812.  

### Presidente del Estado Libre de Mariquita
Dos años después al separarse la provincia de Mariquita de Cundinamarca fue nombrado su vicepresidente interino y al proclamarse como Estado Libre de Mariquita el 22 de diciembre de 1814, Armero fue nombrado presidente de la nueva República hasta el 1815, año en el cual rechazó la reincorporación de Mariquita a Cundinamarca ordenada por el Congreso de las Provincias Unidas el 17 de enero de 1815 y convocó el 3 de marzo a los delegados de la Convención Constituyente que redactaron su constitución, la cual se adoptó en 21 de junio de ese año. Durante su gobierno fue adoptado por Ley del 7 de diciembre de 1815, por las Cámaras Unidas de la Provincia de Mariquita, el escudo del hoy Departamento del Tolima y sancionado por el prócer José León Armero. 
Durante la Reconquista, luchó contra los españoles en Honda; pero derrotado y prisionero, fue fusilado por la espalda en 1816. 

## Homenajes
En su honor, el antiguo pueblo de San Lorenzo al convertirse en municipio del Tolima tomó como nombre Armero. Su antigua cabecera municipal desapareció bajo un desastre natural.